# Рут Хандлер
Рут Хендлер (енгл. Ruth Handler) је Американка која је основала фирму која производи играчке Мател. Рођена је 4. новембра 1916. године у Денверу, Колорадо.
Умрла је 27. априла 2002. године у Калифорнији. Супруг Елиот Хендлер од 1938-2002 године. Оставила је велик траг у историји играчака и детињствима моге деце, својом креацијом Барби лутке.